# Monte Bandai
|  |

Watchizu Google Map
Ubicación del Monte Bandai
El Monte Bandai (磐梯山 Bandai-san?), también conocido en japonés como Aizu-Bandai-san (会津磐梯山?), Aizu-Fuji (会津富士?), y Aizu-ne (会津嶺?), es una montaña y estratovolcán localizado en la prefectura de Fukushima, Japón.
En una gran erupción ocurrida el 15 de julio de 1888 las partes norte y este de la caldera colapsaron en un corrimiento de tierra masivo, formando dos lagos, el lago Hibara y el lago Onogawa, también se formaron algunos lagos de menor densidad como el lago Goshiki-numa, o los llamados 'Cinco lagos colorados'.
En esta zona se encuentran diversos lagos que se formaron por este evento, todo esta zona ha llegado tener diversas denominaciones como Urabandai o Bandai-kōgen, y con el paso de los años se ha convertido en un destino turístico.
La última erupción fue catastrófica y marcó completamente la forma del volcán y su área vecina. Todos las aldeas circundantes fueron destruidas a causa de esta erupación, murieron 461 personas y 70 resultaron con graves quemaduras. La ceniza volcánica causó un bloqueo en los ríos cercanos creando diversos lagos.

## Ascensión al Monte Bandai
Hay seis grandes rutas para escalar el Monte Bandai. Estas son:
- Inawashiro Tozankō (猪苗代登山口)
- Okinajima Tozankō (翁島登山口)
- Hapōdai Tozankō (八方台登山口)
- Urabandai Tozankō (裏磐梯登山口)
- Kawakami Tozankō (川上登山口)
- Shibutani Tozankō (渋谷登山口)